# Geometría digital
La geometría digital trata con conjuntos discretos (generalmente conjuntos de puntos discretos) considerados modelos digitalizados o imágenes de objetos del espacio euclidiano 2D o 3D. En pocas palabras, digitalizar es reemplazar un objeto por un conjunto discreto de sus puntos. Las imágenes que vemos en la pantalla del televisor, la pantalla de trama de una computadora o en los periódicos son, de hecho, imágenes digitales.
Sus principales áreas de aplicación son la infografía y el análisis de imágenes .
Los principales aspectos de estudio son:
- Construir representaciones digitalizadas de objetos, con énfasis en la precisión y la eficiencia (ya sea mediante síntesis, véase, por ejemplo, el algoritmo de líneas de Bresenham o los discos digitales, o mediante la digitalización y posterior procesamiento de imágenes digitales).
- Estudio de propiedades de conjuntos digitales; véase, por ejemplo, el teorema de Pick, la convexidad digital, la rectitud digital o la planaridad digital.
- Transformar representaciones digitalizadas de objetos, por ejemplo (A) en formas simplificadas como (i) esqueletos, mediante la eliminación repetida de puntos simples de manera que la topología digital de una imagen no cambie, o (ii) eje medial, mediante el cálculo de máximos locales en una transformación a distancia de la representación del objeto digitalizado dado, o (B) en formas modificadas usando morfología matemática.
- Reconstruir objetos "reales" o sus propiedades (área, longitud, curvatura, volumen, área de superficie, etc.) a partir de imágenes digitales.
- Estudio de curvas digitales, superficies digitales y variedades digitales.
- Diseño de algoritmos de seguimiento de objetos digitales.
- Funciones en el espacio digital.
- Dibujo de curvas, un método para dibujar una curva píxel por píxel.

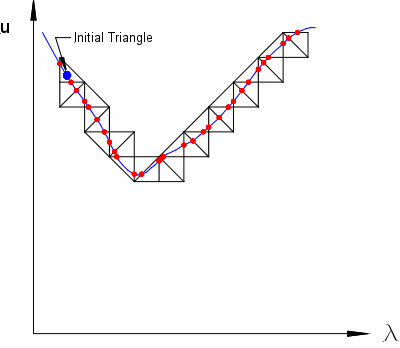
Trazado de una curva en una malla triangular

La geometría digital se superpone en gran medida con la geometría discreta y puede considerarse parte de la misma.

## Espacio digital
Un espacio digital 2D generalmente significa un espacio de cuadrícula 2D que solo contiene puntos enteros en el espacio euclidiano 2D. Una imagen 2D es una función en un espacio digital 2D (Ver procesamiento de imágenes).
En el libro de Rosenfeld y Kak, la conectividad digital se define como la relación entre elementos en el espacio digital. Por ejemplo, conectividad 4 y conectividad 8 en 2D. Consulte también conectividad de píxeles. Un espacio digital y su conectividad (digital) determinan una topología digital.
En el espacio digital, se propusieron, de forma independiente, la función digitalmente continua (A. Rosenfeld, 1986) y la función gradualmente variada (L. Chen, 1989).
Una función digitalmente continua significa una función en la que el valor (un número entero) en un punto digital es el mismo o está desfasado en 1 como máximo de sus vecinos. En otras palabras, si x e y son dos puntos adyacentes en un espacio digital, | f ( x ) − f ( y )| ≤ 1.
Una función gradualmente variada es una función de un espacio digital {\displaystyle \Sigma } a {\displaystyle \{A_{1},\dots ,A_{m}\}} dónde {\displaystyle A_{1}<\cdots <A_{m}} y {\displaystyle A_{i}} son números reales. Esta función posee la siguiente propiedad: Si x e y son dos puntos adyacentes en {\displaystyle \Sigma }, asumir {\displaystyle f(x)=A_{i}}, entonces {\displaystyle f(y)=A_{i}}, {\displaystyle f(x)=A_{i+1}}, o {\displaystyle A_{i-1}} . Entonces podemos ver que la función gradualmente variada se define como más general que la función digitalmente continua.
Un teorema de extensión relacionado con las funciones anteriores fue mencionado por A. Rosenfeld (1986) y completado por L. Chen (1989). Este teorema establece: Sea {\displaystyle D\subset \Sigma } y {\displaystyle f:D\rightarrow \{A_{1},\dots ,A_{m}\}} . La condición necesaria y suficiente para la existencia de la extensión progresivamente variada {\displaystyle F} de {\displaystyle f} es: para cada par de puntos {\displaystyle x} y {\displaystyle y} en {\displaystyle D}, asumir {\displaystyle f(x)=A_{i}} y {\displaystyle f(y)=A_{j}}, tenemos {\displaystyle |i-j|\leq d(x,y)}, dónde {\displaystyle d(x,y)} es la distancia (digital) entre {\displaystyle x} y {\displaystyle y} .

## Otras lecturas
- Rosenfeld, Azriel (1969). Picture Processing by Computer. Academic Press.
- Rosenfeld, Azriel (1976). Digital picture analysis. Berlin: Springer-Verlag. ISBN 0-387-07579-8.
- Rosenfeld, Azriel; Kak, Avinash C. (1982). Digital picture processing. Boston: Academic Press. ISBN 0-12-597301-2.
- Rosenfeld, Azriel (1979). Picture Languages. Academic Press. ISBN 0-12-597340-3.
- Chassery, J.; A. Montanvert. (1991). Geometrie discrete en analyze d’images. Hermes. ISBN 2-86601-271-2.
- Kong; Rosenfeld, eds. (1996). Topological Algorithms for Digital Image Processing. Elsevier. ISBN 0-444-89754-2.
- Voss, K. (1993). Discrete Images, Objects, and Functions in Zn. Springer. ISBN 0-387-55943-4.
- Herman, G. T. (1998). Geometry of Digital Spaces. Birkhauser. ISBN 0-8176-3897-0.
- Marchand-Maillet, S.; Y. M. Sharaiha (2000). Binary Digital Image Processing. Academic Press. ISBN 0-12-470505-7.
- Soille, P. (2003). Morphological Image Analysis: Principles and Applications. Springer. ISBN 3-540-42988-3.
- Chen, L. (2004). Discrete Surfaces and Manifolds: A Theory of Digital-Discrete Geometry and Topology. SP Computing. ISBN 0-9755122-1-8.
- Rosenfeld, Azriel; Klette, Reinhard (2004). Digital Geometry: Geometric Methods for Digital Image Analysis (The Morgan Kaufmann Series in Computer Graphics). San Diego: Morgan Kaufmann. ISBN 1-55860-861-3. Archivado desde el original el 26 de enero de 2016. Consultado el 22 de marzo de 2023.
- Chen, L. (2014). Digital and discrete geometry: Theory and Algorithms. Springer. ISBN 978-3-319-12099-7.
- Kovalevsky, Vladimir A. (2008). Geometry of locally finite spaces computer agreeble topology and algorithms for computer imagery. Berlin. ISBN 978-3-9812252-0-4.